# Tradiční jazz
Tradiční jazz vznikl původně jen jako spontánní lidový hudební proud v americkém přístavním městě New Orleans na řece Mississippi. Stalo se tak kolem přelomu 19. a 20. století. New Orleans bylo v té době velice rušné přístavní město na veliké řece, které žilo velmi rušným společenským i hospodářským životem. Díky černošskému a kreolskému obyvatelstvu a někdejšímu francouzskému kulturnímu vlivu se zde po dlouhou dobu před tím mísily hudební tradice černošské, evropské, indiánské i anglosaské. Město žilo pravidelným průvody za doprovodu hudby, pyšnilo se i okázalými pohřby, každoročně se zde pořádal karneval. To vše dohromady vytvořilo podhoubí, živnou půdu pro vznik zcela nového hudebního stylu – jazzu. Ten se prosazoval nejprve nejspíš v pochodových a promenádních kapelách, později se přestěhoval i do zdejších četných zábavních podniků. Černošští hudebníci, obvykle prakticky zcela bez jakéhokoliv hudebního vzdělání a tudíž neznalí not, do těchto lidových orchestrů postupně zanášeli své spontánní improvizační umění, svůj cit a přirozený smysl pro hudbu, své melodické ozdobné prvky, své harmonické postupy, své frázování.

## Rozšíření žánru
V roce 1917 došlo k tomu, že americká vláda umístila do města velkou vojenskou námořní základnu a podstatně omezila provoz některých zábavních podniků. Řada místních hudebníků tak přišla o práci, většina z nich se z města postupně odstěhovala do černošských čtvrtí u velkým měst na americkém severu. Odjeli zejména do Chicaga a do New Yorku, což byla také přirozená centra lidové zábavy. Ve zdejším hudebním prostředí ale původní kolektivní orchestrální styl hry začal postupně ustupovat nejlepším sólistům, jenž právě hudební improvizaci povýšili na vůbec nejdůležitější a základní metodu hry. Přesídlování hudebníků z jihu na sever také způsobilo to, že se s nově vzniklým jazzem mohli seznámit i bělošští hudebníci, kteří jej až doposud neznali. Pro část z nich se jednalo pouze o nový směr v populární hudbě, pro jiné se tato hudba stala hudbou de facto vážnou (artificiální). Vývoj tradičního jazzu byl fakticky ukončen až příchodem velké hospodářské krize na počátku 30. let 20. století. Nicméně z vod tradičního jazzu se právě tehdy vyvinul nový hudební a taneční směr – swing.

## Tradiční jazz dnes
Tradiční jazz od té doby nikdy zcela nezanikl a nebyl zapomenut, stále se vrací v nových a nových vlnách jak v Americe, tak v Evropě i v dalších částech světa.

## Význační interpreti - zakladatelé žánru

### Černošští hudebníci
- Joe Oliver (1885–1938), kornetista, učitel Louise Armstronga
- Sidney Bechet (1897–1959), sopránsaxofonista
- George Lewis (1900–1968), klarinetista

### Bílí hudebníci
- Jack Tamara Teagar den (1905–1964), trombónista
- Bix Biederbecke (1903–1931), kornetista
- Eddie Condon (1904–1973), kytarista a organizátor